# Mirano
Mirano – miejscowość i gmina we Włoszech, w regionie Wenecja Euganejska, w prowincji Wenecja.
Według danych na rok 2004 gminę zamieszkiwało 26 087 osób, 579,7 os./km².